# Pierre Schoebel
Pierre Schoebel (* 26. Juni 1942 in Paris) ist ein ehemaliger französischer Hürdenläufer, der sich auf die 110 m Hürden spezialisiert hatte.
Bei den Leichtathletik-Europameisterschaften 1966 in Budapest erreichte er das Halbfinale. Leichtathletik-Europacup 1967 gewann er Bronze bei der Universiade und wurde Dritter beim Leichtathletik-Europacup in Kiew.
1968 schied er bei den Europäischen Hallenspielen in Madrid über 50 m Hürden im Halbfinale aus und wurde bei den Olympischen Spielen in Mexiko-Stadt Achter, wobei er im Halbfinale mit 13,78 s seine persönliche Bestzeit aufstellte.
1969 scheiterte er bei den Europäischen Hallenspielen in Belgrad über 50 m Hürden im Vorlauf und wurde Sechster bei den Leichtathletik-Europameisterschaften in Athen.